# Mitsubishi Pajero Sport
Il Mitsubishi Pajero Sport è un fuoristrada prodotto dall'azienda giapponese Mitsubishi Motors Corporation dal 1996.
All'estero è anche conosciuta come Mitsubishi Montero Sport e Mitsubishi Challenger.

## Prima generazione (1996-2008)
Il progetto che ha visto nascere la Pajero Sport prevedeva la realizzazione di un fuoristrada abbastanza compatto nelle dimensioni, robusto ed economico nella gestione rispetto al più grande e meglio rifinito Pajero, una vettura da contrapporre ai concorrenti giapponesi come la Toyota 4Runner e la Nissan Terrano (globalmente conosciuta come Pathfinder) entrambe derivate dai pick-up Toyota Hilux e Nissan Navara. La Mitsubishi così incominciò a lavorare al nuovo fuoristrada partendo dalla piattaforma a longheroni del pick-up Mitsubishi L200, molto robusto e abbastanza economico che veniva prodotto sia in Giappone sia in molti mercati emergenti come la Thailandia. Nello specifico dall’L200 venne ripresa tutta l’impostazione meccanica, le porte anteriori e parte del frontale. L’abitacolo venne studiato per ospitare cinque persone.
Nel 1996 esordisce in Giappone la Pajero Sport. Sul mercato giapponese la vettura viene battezzata Mitsubishi Challenger, e la denominazione doveva essere utilizzata in tutto il mondo, ma a causa di problemi legali in quanto in molti paesi il nome Challenger era già registrato dalla casa automobilistica Dodge del gruppo Chrysler (partner tra l’altro della Mitsubishi per lo sviluppo di motori e autovetture berline) venne ribattezzata Pajero Sport.
Il nome Pajero, che identifica il fuoristrada top di gamma del costruttore, diviene così una gamma di fuoristrada prodotti dalla Mitsubishi che le distingue dalla produzione restante di utilitarie e berline. Di conseguenza nei mercati in cui la classica Pajero era venduta come Montero (in Spagna, Stati Uniti e nei paesi latino americani) la Pajero Sport divenne Montero Sport, mentre in Inghilterra venne chiamata Shogun Sport.
Per distinguerla della vera e propria Pajero, gli allestimenti erano di conseguenza meno rifiniti e i motori meno potenti proprio per differenziarla dalla sorella maggiore e abbassarne il prezzo di listino.
La carrozzeria era lunga 4,61 metri, il passo misurava 2,71 metri (come la Pajero Wagon) per garantire un abitacolo più spazioso e un accesso alla seconda fila di sedili più comodo. Esteticamente era ispirata alla L200 terza serie benché avesse un design del frontale specifico. Il posteriore presentava un portellone classico stile station wagon senza ruota di scorta esterna ma posizionata sotto il pianale posteriore. 

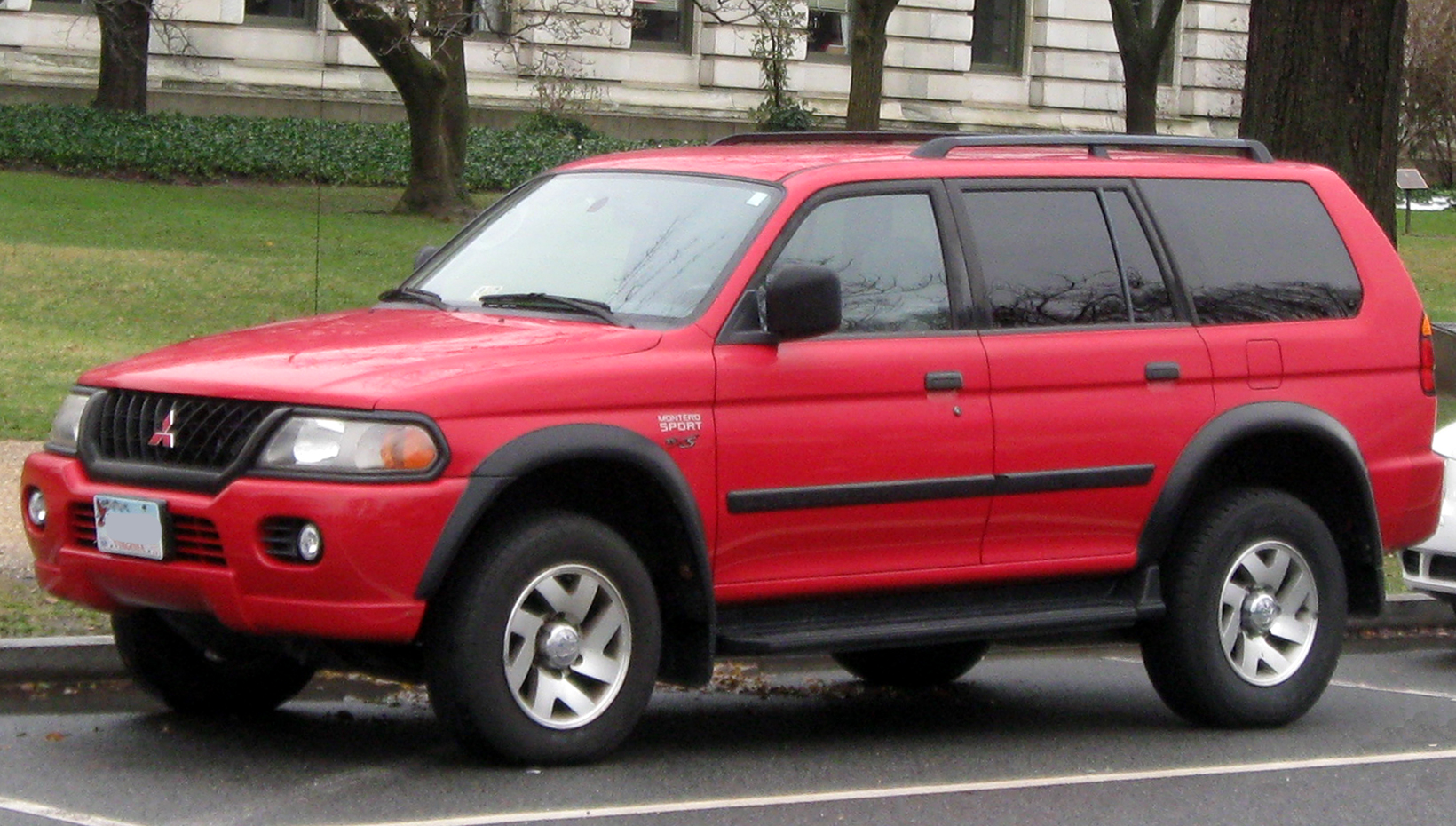
Il restyling del 2000

Le sospensioni anteriori erano a ruote indipendenti a bracci multipli mentre il retrotreno ad assale rigido con barra stabilizzatrice. La trasmissione era a trazione posteriore con l'integrale a inserimento manuale. Il differenziale presente al posteriore era di tipo autobloccante al 30% nelle versioni intermedie e dotato di blocco manuale al 100% nelle versioni più costose. L'inserimento delle 4 ruote motrici avveniva mediante un'apposita leva posta a destra di quella del cambio e poteva essere effettuato sino a 100 km/h. La leva comandava anche l'inserimento delle marce ridotte.
La gamma motori al debutto era composta in Europa dal quattro cilindri 2.5 diesel con turbo e intercooler erogante 99 cavalli, motore ereditato dalla L200. Il 2.5 TDI era abbinato a un cambio manuale a 5 rapporti con riduttore su due rapporti. Il secondo motore era il 3,0 litri benzina V6 a 24 valvole erogante 177 cavalli abbinato a un cambio sia manuale a 5 rapporti sia automatico a 5 rapporti. 

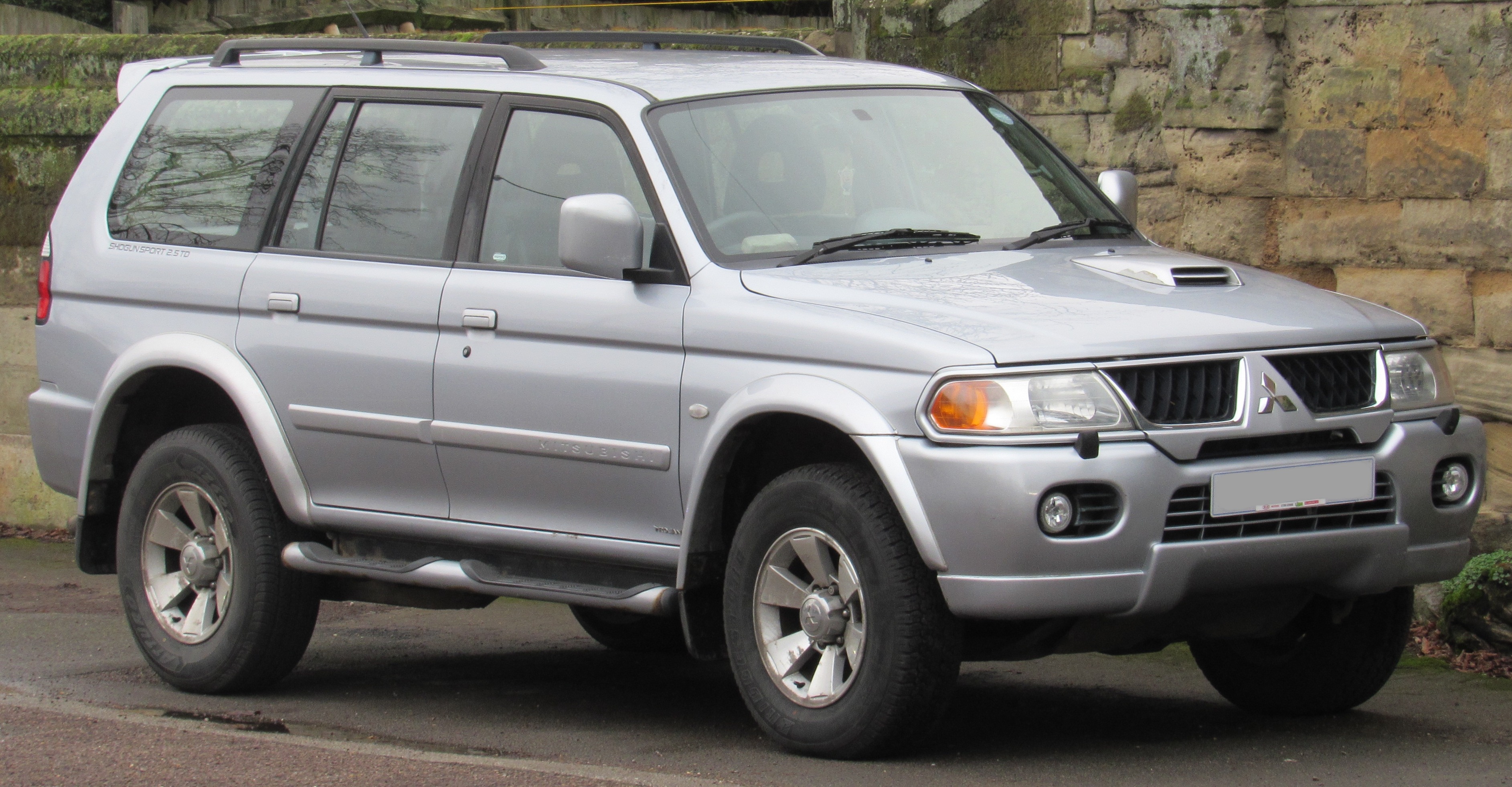
Pajero Sport dopo il restyling del 2004

Nei mercati esteri (Canada, Asia, Sud America e Est Europa) era disponibile anche il quattro cilindri 2.4 litri benzina 4G69 16 valvole erogante 163 cavalli accoppiato sia al cambio manuale sia automatico a 5 rapporti. Si trattava del motore base per questi mercati dove i diesel non riscontravano molto successo.
In Giappone, America e Russia era disponibile anche il motore top di gamma 3,5 litri benzina V6 Mivec erogante 245 cavalli dotato di iniezione diretta GDI e abbinato alla trasmissione automatica INVECS-II a cinque rapporti con modalità sequenziale.
Nel 2000 è stato presentato un primo restyling della carrozzeria con qualche modifica anche agli interni.
L’ultima versione venduta in Italia risaliva al 2004, con altre piccole modifiche.

## Seconda generazione (2008-2016)
La seconda generazione della Pajero Sport debutta nell'autunno del 2008 ed è basata sulla stessa meccanica del Mitsubishi L200 pick-up. Come l'L200 anche la nuova Pajero Sport viene prodotta in Thailandia a differenza della vecchia serie prodotta in Giappone. In Europa a causa dei bassi volumi di vendita riscontrati dalla vecchia serie non sarà importata. La seconda generazione viene presentata al Salone Internazionale di Mosca 2008 e le vendite partono nella fine del 2008 in Asia ed Est Europa.
I costi produttivi più bassi della Thailandia permisero di posizionare la Pajero Sport un gradino più in basso in termini di prezzi di listino e di gestione rispetto alla classica Pajero. Stilisticamente la vettura trae ispirazione dalla concept car Pajero Evolution del 2001 con il frontale caratterizzato dalla mascherina sdoppiata che era presenta su tutti i modelli Mitsubishi prodotti negli anni 2000. Dall'L200 ereditava anche la plancia e il sistema di trazione integrale oltre che parte degli interni e della componentistica. L'abitacolo era disponibile a cinque e sette posti.
La base meccanica era a longheroni con trazione posteriore e integrale inseribile. Il sistema di trazione integrale era il Super Select 4WD. La gamma motori era composta dai nuovi 2,5 litri diesel DI-D Mivec quattro cilindri con turbocompressore, iniezione diretta common rail e 16 valvole disponibili in due versioni da 136 e 178 cavalli, abbinato al filtro antiparticolato DPF sui mercati est europei. Il secondo motore diesel era il 3,0 litri DI-D quattro cilindri turbo common rail e 16 valvole erogante 164 cavalli, disponibile nei mercati sudafricani e latino-americani. Altre motorizzazioni disponibili era quelle alimentate a benzina: un 2,4 litri quattro cilindri Mivec 16V erogante 163 cavalli venduto in Asia, Russia e America Latina, il 3,5 V6 6G74 Mivec a iniezione diretta GDI erogante 188 cavalli disponibile solo nel Medio Oriente e in Est Europa e il nuovo 3.0 litri V6 6B31 Mivec erogante 220 cavalli disponibile in quasi tutti i mercati in cui veniva venduto.
Dopo il debutto al salone di Mosca Mitsubishi annuncia che i modelli destinati al mercato russo saranno assemblati localmente nella fabbrica di Kaluga per evitare i dazi di importazione. I componenti dei modelli assemblati in CKD provenivano dallo stabilimento thailandese della Mitsubishi.
Nel settembre del 2013 parte la produzione anche in Cina nello stabilimento di Changsha della joint venture GAC Mitsubishi Motors Co., Ltd.

## Terza generazione (dal 2016)
La terza generazione del Pajero Sport viene svelata nell’estate del 2015 in Thailandia.
Completamente rinnovata si basa sul telaio della L200 di quinta generazione proponendo però una estetica specifica. Più grande si circa 90 millimetri (4,785 metri totali) e con un passo di 2,815 metri (15 millimetri in più) la nuova generazione non sarà importata in Europa ma è destinata a 90 mercati internazionali (zone asiatiche, sudamericane, africane ed est europee).
Il design introduce la calandra cromata denominata Dynamic Shield per uniformarla al family feeling dei modello contemporanei Mitsubishi come la Outlander e la ASX. Posteriormente introduce nuovi fanali verticali che intercorrono dal paraurti fino al lunotto.
L’interno è condiviso con la L200 ma possiede rifiniture specifiche con inserti in finto alluminio o finta radica e introduce il nuovo schermo multimediale touchscreen con connettività Apple CarPlay e Android Auto.
La dotazione tecnologica prevede l’introduzione del radar anticollisione con frenata automatica Forward Collision Mitigation e Blind Spot Warning che segnala il mantenimento corsia ed eventuali veicoli in fase di sorpasso. Il freno a mano è elettronico.
La trazione è posteriore oppure sui modelli di punta integrale Super-Select 4WD e Super Select 4WD-II con quattro modalità di guida selezionabili dalla pulsantiera sul tunnel centrale. Le motorizzazioni sono i diesel 2,5 litri quattro cilindri turbo e intercooler da 136 cavalli abbinato a un cambio manuale a 5 rapporti o automatico a 5 rapporti (trazione posteriore o integrale), 2,4 litri quattro cilindri common rail Mivec DI-D erogante 181 cavalli e abbinato alla trasmissione manuale a 6 rapporti o automatica sequenziale a 8 rapporti e trazione posteriore o integrale Super Select 4WD-II e il benzina 3,0 litri V6 Mivec erogante 219 cavalli (omologazione Euro 2 ed Euro 4) e 210 cavalli (omologazione Euro 5) con trazione posteriore o integrale Super Select 4WD-II e cambio manuale 5 rapporti o automatico a 8 rapporti.
Dal settembre 2017 la produzione viene avviata anche nello stabilimento di Kaluga in Russia per il mercato locale.

### Restyling 2019

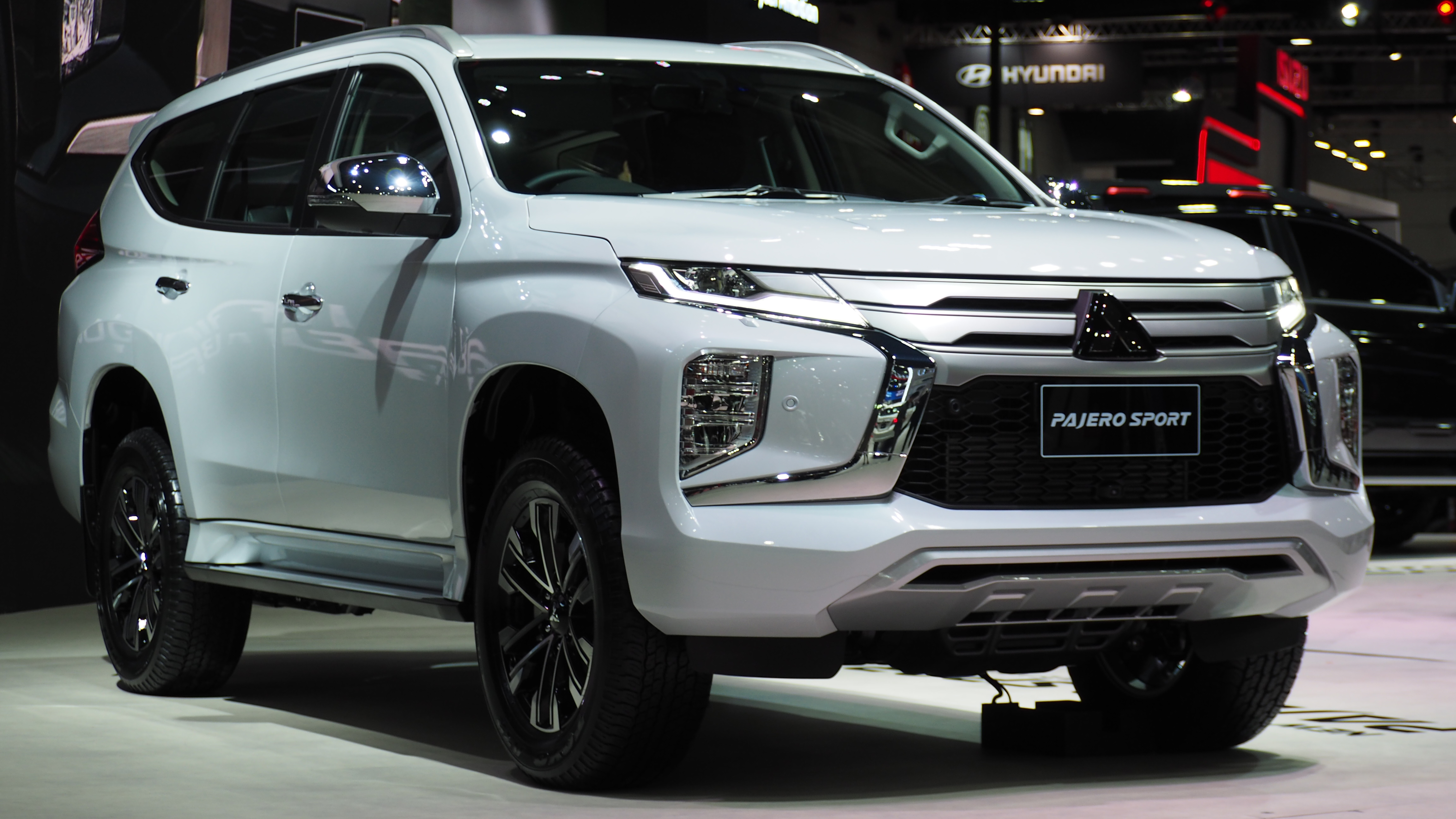
Pajero Sport restyling 2019

Nel luglio 2019 viene presentato il restyling che presenta lo stesso paraurti anteriori dell’L200 restyling dalla forma più spigolosa e una calandra anteriore più spessa. Debuttano nuovi fanali full-LED e nuove appendici aerodinamiche. Le principali novità riguardano l’interno dove viene introdotto un nuovo sistema multimediale touchscreen a 8 pollici e nuovi comandi per il clima e per il selettore di guida (a rotella sul tunnel centrale). debutta anche la connessione con smartphone che permette si aprire portiere e bagagliaio tramite app dedicata. Tra i dispositivi di sicurezza debutta il Lane Change Assist (LCA, avviso di superamento corsia avanzato che interviene sullo sterzo) e l’avviso in caso di veicolo in fase di sorpasso. La gamma motori resta la medesima del modello pre-restyling.
Nel febbraio 2021 la Pajero Sport restyling viene lanciata in Indonesia e la casa comunica di aver venduto globalmente 348.000 unità della terza generazione.

## Attività sportiva
Il Pajero Sport è stato impiegato nel 1998 nel Rally Dakar con l'equipaggio composto dal giapponese Hiroshi Masuoka e dal tedesco Andreas Schulz. Giunsero 4° nella categoria auto.